# Aššur-uballit II.
Aššur-uballit II. (akkad. Aššure, udrž naživu) byl poslední král Novoasyrské říše. Ovládal poslední asyrské město Harran (mezi roky 612 a 609 př. n. l.), do kterého se stáhly zbytky asyrských jednotek po dobytí Ninive spojenou babylonsko-médskou armádou r. 612 př. n. l.
Ve spojení s egyptskými silami byla Aššur-uballitova vojska schopna bránit Harran před babylonsko-médskými útoky po pádu Ninive. Avšak po odchodu Egypťanů zpět do vlasti r. 610 př. n. l. Babyloňané a Médové znovu na město zaútočili a dobyli ho.
Asýrie znovu požádala Egypt o pomoc a ten opět vyslal k Harranu svou armádu. Judský král Jóšijáš uzavřel spojenectví s Babylonem a pokusil se zablokovat egyptským silám pod vedením faraona Neka II. cestu na sever. Byl však poražen a zabit v bitvě u Meggida. Neko II. pochodoval dále na sever a spojil se s Aššur-uballitovými vojsky k obléhání Harranu. Byli však poraženi a Egypťané se poté stáhli do Sýrie. Aššur-uballit II. mizí z historických záznamů a s ním končí i Asyrská říše. Je možné, že zahynul během obléhání Harranu kolem r. 609 př. n. l.
I když je jisté, že Aššur-uballit II. byl člen asyrské královské rodiny a zastával funkci tartana (generála) v asyrské armádě před tím, než se vyhlásil králem, existují pochyby zda byl či nebyl bratr Sín-šarra-iškúna, který vládl Asýrii v letech 623–612 př. n. l. Přijal trůnní jméno po Aššur-uballitu I., asyrském králi ze středoasyrského období, jemuž se podařilo svrhnout mitanskou nadvládu kolem r. 1330 př. n. l.